# 小松田わん
小松田 わん（こまつだ わん、8月17日 - ）は、日本の漫画家。大阪府出身。A型。
2001年、『LaLa DX』（白泉社）7月号に掲載の『恋心加奈子』でデビュー。
代表作は、同名のアニメ作品を漫画化した『CLUSTER EDGE』。 

## 作品リスト
- 恋人は犯罪者（2001年、LaLa、白泉社）
- 恋心加奈子（2001年、LaLa DX、白泉社）
- 転落フルコ～ス（2002年、LaLa DX）
- チョコの気持ち（2003年、LaLa DX）
- CLUSTER EDGE（2004年-2006年、LaLa DX）- 全2巻